# Kerti mulatság
A Kerti mulatság (Le Bal de Sceaux) egy 1830-ban megjelent novella Honoré de Balzac tollából. Ez az író ötödik műve, és a legrégebbi szöveg az Emberi színjátékban, ahol a Jelenetek a magánéletből részhez tartozik.

## A szöveg története
E kisregény első kiadása 1830-ban jelent meg a Mame és Delaunay-Vallée Jelenetek a magánéletből című kötetében. Ezt követően 1835-ben Madame Charles-Béchet, 1839-ben Charpentier, majd 1842-ben az Emberi színjáték Furne kiadásának első kötetében jelent meg.

## A mű cselekménye
Miután több kérőt is elutasított azzal az indokkal, hogy nem voltak francia főnemesek, a gyönyörű és büszke Émilie de Fontaine beleszeretett egy titokzatos fiatalemberbe, aki egy vidéki bálon jelent meg Sceaux-ban. Bár az idegen, akit Maximilien Longueville-nek hívnak, kifinomult és arisztokratikus külsejű, családi származásáról mindig kitérően beszél, és úgy tűnik, csak nővére, Clara, a törékeny fiatal lány iránt érdeklődik. De nem érzéketlen Émilie figyelmére, és elfogadja de Fontaine gróf ismételt meghívását. Émilie és az idegen végül szerelembe esnek. De Fontaine gróf ragaszkodik ahhoz, hogy nyomozást folytasson e Maximilien Longueville személye után, akiről semmit sem tudott.
Megtudja, hogy a címe, a Sentier utca 5, egy ruhakereskedőé. Émilie a maga részéről véletlenül fedezte fel Maximilien-t egy pult mögött, aki egyszerűen csak szöveteket árult a rue de la Paix sarkán lévő üzletben. A fiatal lány megdöbbenésében egy időre megbetegszik és hallani sem akar az ifjúról.
Egy este egy bálon egy követségi titkárral táncol, aki azt mondja neki, hogy ő Maximilien idősebbik bátyja, aki szintén ott van a bálon. Elmondja neki a fiatalabb testvér titkát, aki feláldozta magát, hogy gondoskodjon a családról, különösen a beteg húgáról, hogy az idősebb testvér diplomáciai karrierbe kezdhessen. Émilie megpróbál egy utolsó beszélgetést folytatni Maximiliennel, aki elmondja neki, hogy a szakításuk gyógyíthatatlan sebet ejtett rajta, de közli vele, hogy a kis Clarával Olaszországba utazik. Émilie dacosan közli vele: „Figyelmeztetlek, hogy férjnél találsz, amikor visszajössz."
A nő tartja a szavát, feleségül megy öreg nagybátyjához, de Kergarouët tengernagyhoz, hogy a grófi címet megszerezze. „mert nem hitte el, hogy hetvenkét évesen, miután már húsz évet töltött a házasság gályáin, hetvenkét évesen a szép Émilie fedélzetére kell szállnia révészként”.
Idővel Maximilien apját végül Franciaország főnemesei közé avatták. Meghalt, akárcsak idősebb fia, a követségi titkár. Maximilien de Longueville örökölte a viktomi méltóságot. Az arisztokrata hölgyek és eladósorban lévő lányok anyjai ostromolják. Émilie rádöbben, mennyire hiányzik neki ez az élet, és hogy milyen lehetőséget szalasztott el saját gőgje miatt.

## Érdekességek
A történet Jean de La Fontaine La Fille et Le Héron című meséjére emlékeztet. Émilie vezetéknevének megválasztása La Fontaine-re utalhat.

## Fordítás
- Ez a szócikk részben vagy egészben  a   Le Bal de Sceaux című francia Wikipédia-szócikk fordításán alapul.  Az eredeti cikk szerkesztőit annak laptörténete sorolja fel. Ez a jelzés csupán a megfogalmazás eredetét és a szerzői jogokat jelzi, nem szolgál a cikkben szereplő információk forrásmegjelöléseként.